# Ernst Carstens (Politiker)
Ernst Carstens (* 28. Juli 1872 in Elmshorn; † 2. Oktober 1923 ebenda) war Unternehmer und Mitglied des Deutschen Reichstags.

## Leben
Carstens war der Sohn des Keramikfabrikanten Christian Hinrich Carstens und besuchte das Realgymnasium in Altona. Gemeinsam mit seinem Bruder Christian war er Besitzer der Magdeburger Steingutfabriken C. & E. Carstens in Magdeburg, Neuhaldensleben und Elmshorn sowie einem Engros- und Exportgeschäft in Hausstandsartikeln in Elmshorn. Vizefeldwebel der Landwehr. Ab 1903 war er auch Stadtverordneter und ab 1905 Stadtrat in Elmshorn.
Von 1907 bis 1912 und von 1915 bis 1918 war er Mitglied des Deutschen Reichstags für den Provinz Schleswig-Holstein 6 Pinneberg, Segeberg und die Freisinnige Volkspartei.